# Sagrario Aguado
Sagrario Aguado Nadal (Madrid- 4 de octubre de 1949) es una exatleta española 24 veces plusmarquista de salto de altura nacional  (11 al aire libre y 13 en pista cubierta), campeona de España de esta modalidad atlética en 12 ocasiones  (6 al aire libre y 6 en pista cubierta) y 16 veces internacional absoluta entre 1966 y 1975. En sus saltos utilizó tanto la técnica de rodillo ventral como la Fosbury, siendo la primera en incorporar este último estilo en el salto de altura español, tanto masculino como femenino.

## Biografía
Aguado nació en Madrid e inició su trayectoria deportiva en 1966, con 16 años, contando siempre con la aprobación y el apoyo de su familia, que valoraba la práctica del deporte. Antes de optar por el atletismo fue jugadora de balonmano en el Club Medina Almudena en Primera División. También probó el salto de longitud y los metros vallas, pero los abandonó para dedicarse por entero a la modalidad que pensaba se le daba mejor, el salto de altura, de la mano del entrenador Bernardino Lombao.
Empezó compitiendo con el CAU (Club Atlético Universitario), que cambió por el Atlético de Madrid dos años después tras crearse en 1966 una sección de atletismo, pero tras su desaparición se marchó al Canguro.   

### Mujer, deporte y franquismo
El atletismo femenino estuvo prohibido por el régimen franquista hasta 1963, con el argumento de que masculinizaba a las mujeres y las separaba del camino natural al que debían consagrarse, el hogar. Por tanto, aunque en 1966 las mujeres ya podían ser atletas, el entorno político, social y religioso de la dictadura no lo veía con buenos ojos y estigmatizaba muchas veces a las deportistas tachándolas de marimachos. Aguado fue, por tanto, de las primeras atletas en romper este tabú y practicar una especialidad del deporte femenino en la que obtuvo numerosos éxitos, y ello a pesar de que compaginaba los entrenamientos con su trabajo en una financiera y sus estudios universitarios en Ciencias Sociales, que realizaba en horario nocturno.  

### Los récords

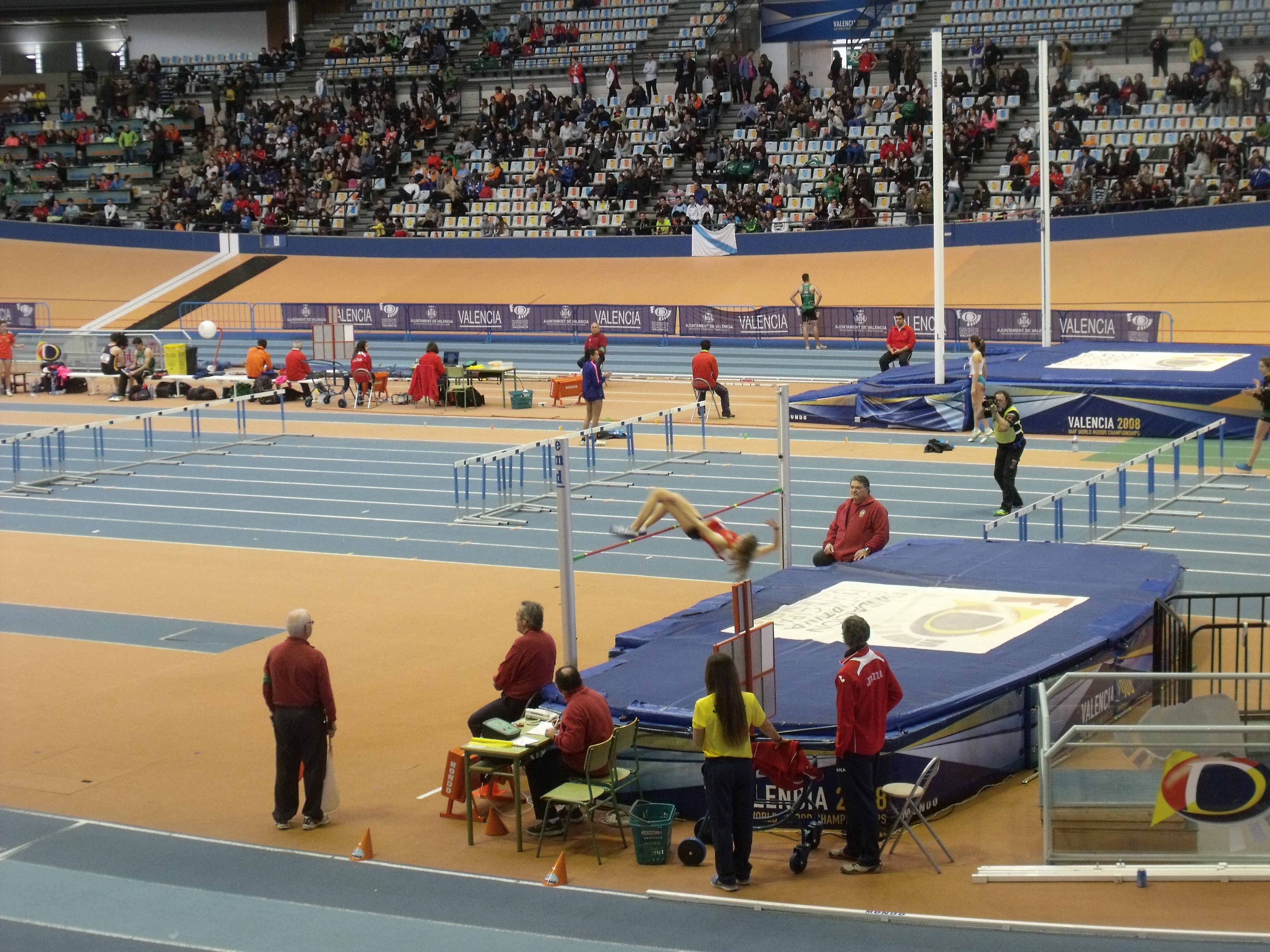
Sagrario Aguado fue la primera atleta española en utilizar el estilo Fosbury para saltar.

Sus inicios en el atletismo fueron duros porque también lo eran las condiciones para la práctica del deporte. Las primeras caídas se producían sobre un foso de tierra, y hubo que esperar un tiempo la llegada de la goma espuma. También la aparición en las Olimpiadas de México de 1968 del atleta americano Dick Fosbury con un nuevo estilo en el que se saltaba de espaldas tuvo una gran importancia para Sagrario Aguado, que Incorporó este tipo de salto muy rápidamente. Fue pionera en utilizarlo, compaginándolo con el salto a rodillo y obteniendo récords con ambos estilos.         
Su primer récord de salto al aire libre lo consiguió en 1967 en La Coruña, llegando a los 1,54 metros; y el último en 1975 en Barcelona, donde saltó 1,73 metros. En la modalidad de pista cubierta partió de un récord de 1,50 metros en 1967 y finalizó en 1975 en 1,69 metros. En el periodo de ocho años fue elevando uno tras otro sus propios récords.        
En las pistas se enfrentó a otras atletas españolas del momento, como Mercedes Morales y Teresa María Roca, su gran rival en la especialidad de salto de altura. También llegó a compartir podio con la saltadora búlgara Yordanka Blagoyeva, y, en sus últimos años, una de sus principales contrincantes fue la atleta de origen holandés Carolina Nolten.        
Aguado fue de las primeras atletas en conciliar vida matrimonial y deporte, demostrando que, pese al pensamiento imperante, no eran aspectos  incompatibles. Casada con José Ignacio Calderón, siguió practicando el atletismo, y la llegada de su primer hijo no impidió que a los tres meses disputara el Campeonato de España de salto en pista cubierta,que ganó en seis ocasiones durante los años 1967 (1,55), 1969 (1,56), 1972 (1,66), 1973 (1,62), 1974 (1,62), 1975 (1,66). También se proclamó campeona de España en salto al aire libre durante 1968 (1,51), 1970 (1,62), 1972 (1,71),1973 (1,66), 1974 (1,64), 1975 (1,68)
Sagrario Aguado se retiró del atletismo en 1975, pero no por ello se desvinculó del deporte. Ella, que quedó excluida de los Juegos Olímpicos de Múnich 1972por dos centímetros, estuvo presente en los Juegos Olímpicos de Barcelona 1992, Atlanta 1996, Sídney 2000 y Atenas 2004 como jefa de Protocolo en el Departamento de Relaciones Externas y Protocolo del Comité Olímpico Español (COE). Fue asesora del Secretario de Estado del Deportes Juan Antonio Gómez-Angulo y trabajó asimismo en la Dirección de Deporte Universitario del Consejo Superior de Deportes,la Escuela de Organización Industrial y en la Oficina de Patentes y Marcas.        

## Trayectoria deportiva
| Récord de España salto de altura (pista cubierta) | Récord de España salto de altura (pista cubierta) | Récord de España salto de altura (pista cubierta) | Récord de España salto de altura (pista cubierta) |
| Sagrario Aguado España                            | Marca                                             | Lugar                                             | Fecha                                             |
| ------------------------------------------------- | ------------------------------------------------- | ------------------------------------------------- | ------------------------------------------------- |
| Sagrario Aguado España                            | 1,54                                              | La Coruña                                         | 16.07.67                                          |
| Sagrario Aguado España                            | 1,55                                              | París                                             | 08.10.67                                          |
| Sagrario Aguado España                            | 1,56                                              | Madrid                                            | 31.08.68                                          |
| Sagrario Aguado España                            | 1,58                                              | Madrid                                            | 15.09.68                                          |
| Sagrario Aguado España                            | 1,59                                              | Madrid                                            | 07.06.69                                          |
| Sagrario Aguado España                            | 1,60                                              | Madrid                                            | 30.06.69                                          |
| Sagrario Aguado España                            | 1,62                                              | Madrid                                            | 10.07.70                                          |
| Sagrario Aguado España                            | 1,64-1,67                                         | Madrid                                            | 20.10.71                                          |
| Sagrario Aguado España                            | 1,68                                              | Madrid                                            | 23.04.72                                          |
| Sagrario Aguado España                            | 1,68                                              | Madrid                                            | 23.04.72                                          |
| Sagrario Aguado España                            | 1,73                                              | Barcelona                                         | 09.07.75                                          |

| Récord de España salto de altura (aire libre) | Récord de España salto de altura (aire libre) | Récord de España salto de altura (aire libre) | Récord de España salto de altura (aire libre) |
| Sagrario Aguado España                        | Marca                                         | Lugar                                         | Fecha                                         |
| --------------------------------------------- | --------------------------------------------- | --------------------------------------------- | --------------------------------------------- |
| Sagrario Aguado España                        | 1,50                                          | Madrid                                        | 04.03.67                                      |
| Sagrario Aguado España                        | 1,50                                          | Madrid                                        | 03.02.68                                      |
| Sagrario Aguado España                        | 1,51                                          | Madrid                                        | 17.02.68                                      |
| Sagrario Aguado España                        | 1,55                                          | Madrid                                        | 02.03.68                                      |
| Sagrario Aguado España                        | 1,56                                          | Barcelona                                     | 22.02.69                                      |
| Sagrario Aguado España                        | 1,58                                          | Madrid                                        | 03.03.69                                      |
| Sagrario Aguado España                        | 1,58                                          | Madrid                                        | 25.03.69                                      |
| Sagrario Aguado España                        | 1,60-1,63                                     | Madrid                                        | 29.01.72                                      |
| Sagrario Aguado España                        | 1,64                                          | Madrid                                        | 19.02.72                                      |
| Sagrario Aguado España                        | 1,65                                          | Sabadell                                      | 23.02.72                                      |
| Sagrario Aguado España                        | 1,66                                          | Madrid                                        | 26.02.72                                      |
| Sagrario Aguado España                        | 1,68                                          | Génova                                        | 15.03.72                                      |
| Sagrario Aguado España                        | 1,69                                          | Madrid                                        | 25.02.75                                      |

| Campeona de España de salto (aire libre) | Campeona de España de salto (aire libre) | Campeona de España de salto (aire libre) |
| Sagrario Aguado España                   | Altura                                   | Fecha                                    |
| ---------------------------------------- | ---------------------------------------- | ---------------------------------------- |
| Sagrario Aguado España                   | 1,51                                     | 1968                                     |
| Sagrario Aguado España                   | 1,62                                     | 1970                                     |
| Sagrario Aguado España                   | 1,71                                     | 1972                                     |
| Sagrario Aguado España                   | 1,66                                     | 1973                                     |
| Sagrario Aguado España                   | 1,64                                     | 1974                                     |
| Sagrario Aguado España                   | 1,68                                     | 1975                                     |

| Campeona de España absoluta de salto (pista cubierta) | Campeona de España absoluta de salto (pista cubierta) | Campeona de España absoluta de salto (pista cubierta) |
| Sagrario Aguado España                                | Altura                                                | Fecha                                                 |
| ----------------------------------------------------- | ----------------------------------------------------- | ----------------------------------------------------- |
| Sagrario Aguado España                                | 1,55                                                  | 1967                                                  |
| Sagrario Aguado España                                | 1,56                                                  | 1969                                                  |
| Sagrario Aguado España                                | 1,66                                                  | 1972                                                  |
| Sagrario Aguado España                                | 1,62                                                  | 1973                                                  |
| Sagrario Aguado España                                | 1,62                                                  | 1974                                                  |
| Sagrario Aguado España                                | 1,66                                                  | 1975                                                  |

- Medalla de bronce en la Copa Latina (Brasil)
- Medalla de bronce en la Copa de Europa (Madrid)
- Campeona de España Universitaria 80 metros vaya (1969)
- Campeona de España Universitaria de longitud (1971)

## Otras actividades
En 1979, Sagrario Angulo formó parte de la candidatura de UCD para el Ayuntamiento de Madrid, encabezada por José Luis Álvarez Álvarez, aunque no salió elegida y no volvió a intentarlo.

## Premios y reconocimientos
- Premio Iberdrola BeAthletics Women 2023, concedido por la Real Federación Española de Atletismo en reconocimiento a su contribución para el desarrollo y promoción del atletismo femenino.[8][9]
- Medalla de Bronce Real Orden del Mérito Deportivo 2006[10][11]
- Tres veces Mejor Deportista de Madrid[12]